# لهجة إسكندرانية
تأثرت اللهجة الإسكندرانية بوجود الأجانب في مصر لأن معظم الأجانب مثل الإيطاليين واليونانيين خاصة كانوا يفضلون البقاء بالإسكندرية لقرب مناخها من مناخ أوروبا.

## أشهر كلمات اللهجة الاسكندرانية

### الأسماء
- (أحّييه) وتعني الاستنكار أو التعجب ـ وهي كلمة طبيعية ودارجة وليس لها أي معني سيئ لدي أهل الإسكندرية، غير أن باقي المحافظات يتلقونها بالاستنكار.
- (كُولَة) ويقصد بها ياقة القميص.
- (مَنَفِيسْتُو) ويقصد بها الكتيبات الصغيرة جداً التي يستخدمها التلاميذ، وأصلها إيطالي.
- (جُومَة) والمقصود بها الممحاة (الأستيكة) وأصلها إيطالي.
- (مَسْتِيكَة) والمقصود بها اللبان أو العلك، وأصلها إيطالي.
- (كات) والمقصود بها الطابق أو الدور، كأن يقول: «أنا ساكن في الكات الأول»، أي الطابق الأول، وأصلها تركي.
- (كِيسَة) والمقصود بها الشنطة التي تحمل بها الأطعمة أو المشتريات (يؤنثون الكيــس).
- (أَيّووووه) والتي تستخدم للتعجب والدهشة وأصلها غير معروف حتى الآن.
- (صَحْن) ويسمى بالعامية المصرية (طبق).
- (فَلافِل) وهو الاسم المستخدم في الشام لأكلة شعبية معروفة باسم (الطَعْمِيّة) في القاهرة.
- (رَشّاءَة) أو الرشّاقة، ويقصد بها حامل الأطباق بالمطبخ (المطبقية).
- (أطّات) وهي التسمية السكندرية للسوالف.
- (مَشْروع) نوع من أنواع وسائل المواصلات ويسمى أيضا ميكروباص.
- (شَطّ) شاطئ.
- (أني) أنا.
- (طَيّاري) بسرعة.
- (عَ البحر) المقصود بها على الكورنيش.
- (تاكسْ)المقصود تاكسى.
- (يا وَلا) نداء مقصود يا ولد.
- (شَىّ)المقصود به مشروب الشاى.
- (جِنِي) المقصود بها الجنيه المصري.
- (الإمّة) (القِمّة) المقصود بها ناصية الشارع.

### الأفعال
توضع فتحة
في معظم الأفعال الماضية في اللهجة السكندرية وهي في ذلك أقرب إلى العربية الفصحى
فمثلا: كلمة «طَلَع» أي صعد... تنطق بالعامية المصرية «طِلِع» بكسر أول وثاني حرف أما باللهجة السكندرية فيقال «طَلَع» بفتح الحرفين الأول والثاني وبالمثل: نَزَل، شَرَب، نَجَح
أمثلة لبعض الأفعال السكندرية:
- [مِشِى] بمعنى غادر أو سار تنطق بالسكندرية> (مَشَا)
- [شِبِط] بمعنى تمسك أو أصَرَّ تنطق بالسكندرية> (شَبَط).
- (بنحبوه) أي نحبه.
- (نُحُطوه) نضعه في مكان.
- ( نِوَلّعو النّور) إنارة النور.
- (نِعمِلو) سنعمل.
- (نَاكلو) سنأكل.
- (نِشربو) سنشرب.
- (نِسُكّو) نقفل مثل: (سُكّ ع شي) أي اقفل على الشاي.
- (حنروحو) سنذهب.
- (والمرسي أبو العباس) قسم يستخدمه أهل الإسكندرية، ويعود أصله إلى الامام المرسي أبو العباس والموجود له ضريح ومسجد في المدينة.

### العملة
ينطق الجنيه (العملة المصرية الرئيسية) في الإسكندرية (جِنِي) وهو الأقرب للتسمية البريطانية الأصلية.
أما عن الوحدة الصغرى من العملة المصرية القرش (1/100 من الجنيه) تسمى لديهم قرش صاغ ومنها نحتت كلمة «إرساغ»، أما كلمة القرش وحدها فكان يقصد بها نصف القرش (التعريفة)، مما جعل الإصدارات الأولى من فئتي الربع والنصف جنيه يكتب عليها 25 و 50 «قرش صـاغ» لمنع الالتباس.